# Komplementärbasis
Eine Komplementärbasis eines Unterraums bezeichnet im mathematischen Teilgebiet der linearen Algebra eine Basis des zugehörigen orthogonalen Komplements.

## Definition
Es seien {\displaystyle V} ein Vektorraum über einem Körper {\displaystyle K}, {\displaystyle U} ein Untervektorraum von {\displaystyle V} und {\displaystyle W} ein durch die Familie bzw. das System {\displaystyle (\mathbf {w} _{i})_{i=1,\ldots ,n},\mathbf {w} _{i}\in V} von Vektoren erzeugter Unterraum von {\displaystyle V}. Dann heißt das System {\displaystyle (\mathbf {w} _{1},\ldots ,\mathbf {w} _{n})} Komplementärbasis von {\displaystyle U} in {\displaystyle V}, falls diese Vektoren eine Basis des orthogonalen Komplements {\displaystyle U^{\perp }:=W} bilden.
{\displaystyle U^{\perp }} ist also ein komplementärer Unterraum von {\displaystyle U} und die Vektoren {\displaystyle \mathbf {w} _{1},\ldots ,\mathbf {w} _{n}} bilden dazu eine Basis des orthogonalen Komplements {\displaystyle U^{\perp }}.

## Alternative Formulierung für endlich-dimensionale Vektorräume
Seien {\displaystyle a_{1},\ldots ,a_{n}} Skalare aus dem Körper {\displaystyle K}. Dann lässt sich eine Komplementärbasis auch dadurch definieren, dass die beiden folgenden Bedingungen erfüllt sein müssen:
1. Lässt sich ein Element {\displaystyle u\in U} aus der Linearkombination {\displaystyle a_{1}\cdot \mathbf {w} _{1}+\ ...\ +a_{n}\cdot \mathbf {w} _{n}=u} darstellen, so muss folgen, dass {\displaystyle u=0} und alle Koeffizienten {\displaystyle a_{i}=0} (für {\displaystyle i=1,...,n}) sind.
2. Die Vektoren {\displaystyle \mathbf {w} _{1},\ldots ,\mathbf {w} _{n}} erzeugen zusammen mit {\displaystyle U} den Vektorraum {\displaystyle V}.

(Wenn die erste Bedingung erfüllt ist, dann nennt man die Vektoren {\displaystyle \mathbf {w} _{1},\ldots ,\mathbf {w} _{n}} auch linear unabhängig modulo {\displaystyle U}.)

## Eigenschaften
- Sei {\displaystyle V} ein endlich-dimensionaler euklidischer oder unitärer Vektorraum und {\displaystyle U} ein Untervektorraum.

1. Es gilt {\displaystyle V=U\oplus U^{\perp }}, folglich auch {\displaystyle \dim(U^{\perp })=\dim V-\dim U}.
2. Sei {\displaystyle (u_{1},\ldots ,u_{s})} eine Basis von {\displaystyle U}. Genau dann ist {\displaystyle (v_{1},\ldots ,v_{t})} eine Komplementärbasis von {\displaystyle U} in {\displaystyle V}, wenn {\displaystyle (u_{1},\ldots ,u_{s},v_{1},\ldots ,v_{t})} eine Basis von {\displaystyle V} ist.

- Jede Folge, die linear unabhängig modulo {\displaystyle U} ist, lässt sich zu einer  Komplementärbasis von {\displaystyle U} in {\displaystyle V} ergänzen.